# Manuela Malasaña (stanice metra v Madridu)
Manuela Malasaña (plným názvem španělsky Estación de Manuela Malasaña) je stanice metra v Madridu, která se nachází v jižní aglomeraci města. Stanice má výstup do ulic Avenida Osa Menor a Desarrollo ve městě Móstoles.
Jedná se o stanici linky metra 12. Stanice je pojmenována po Manuele Malasañové – oběti Povstání 2. května během španělské války za nezávislost. Stanice byla jako jediná na lince 12 postavena v otevřené stavební jámě (v době výstavby na povrchu nebyla žádná zástavba), jako jediná má také zaklenutý strop.
Stanice vznikla v rámci výstavby linky 12 a byla otevřena 11. dubna 2003 zároveň s celou linkou. Stanice se nachází v tarifní zóně B2.

## Fotogalerie

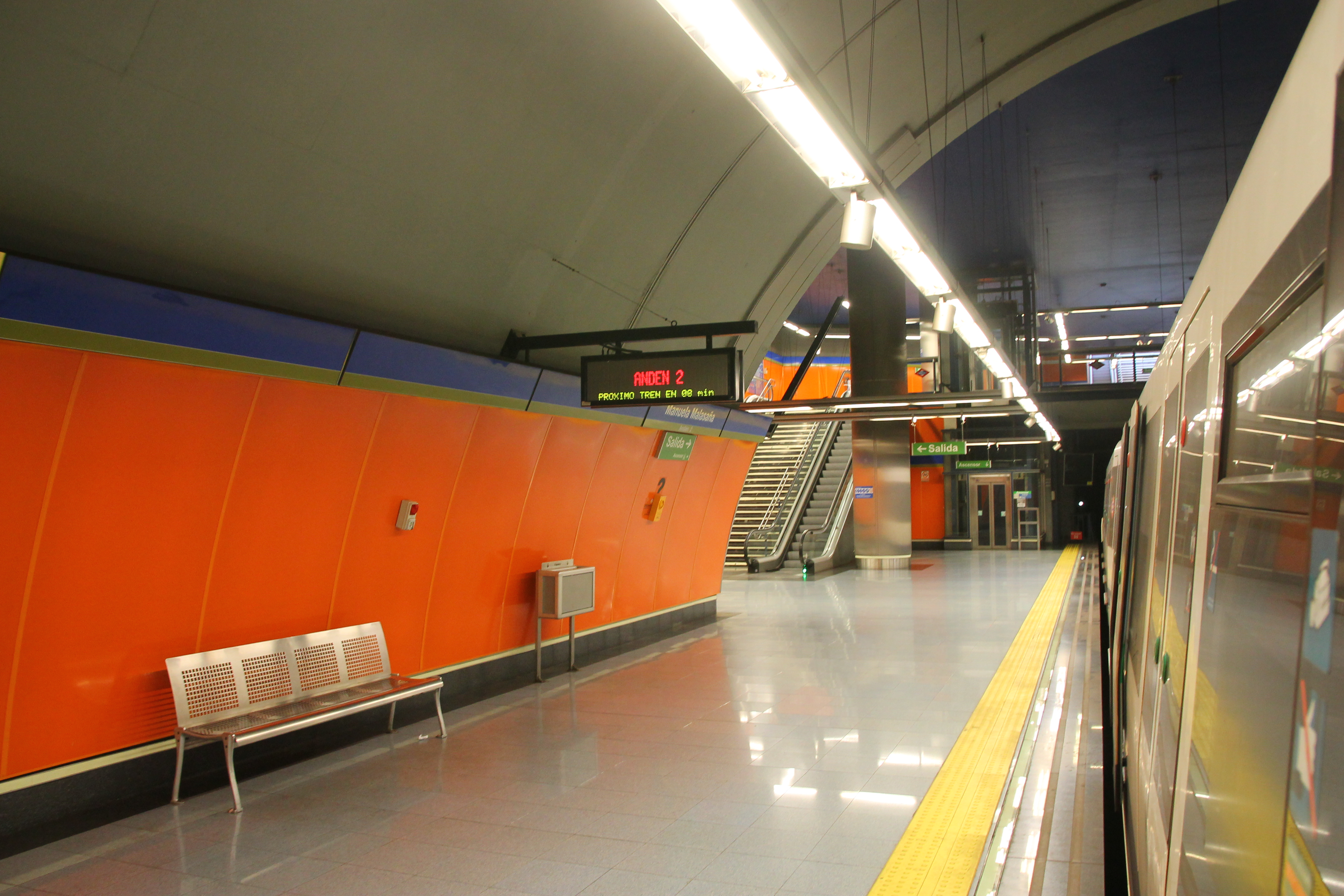
Nástupiště stanice
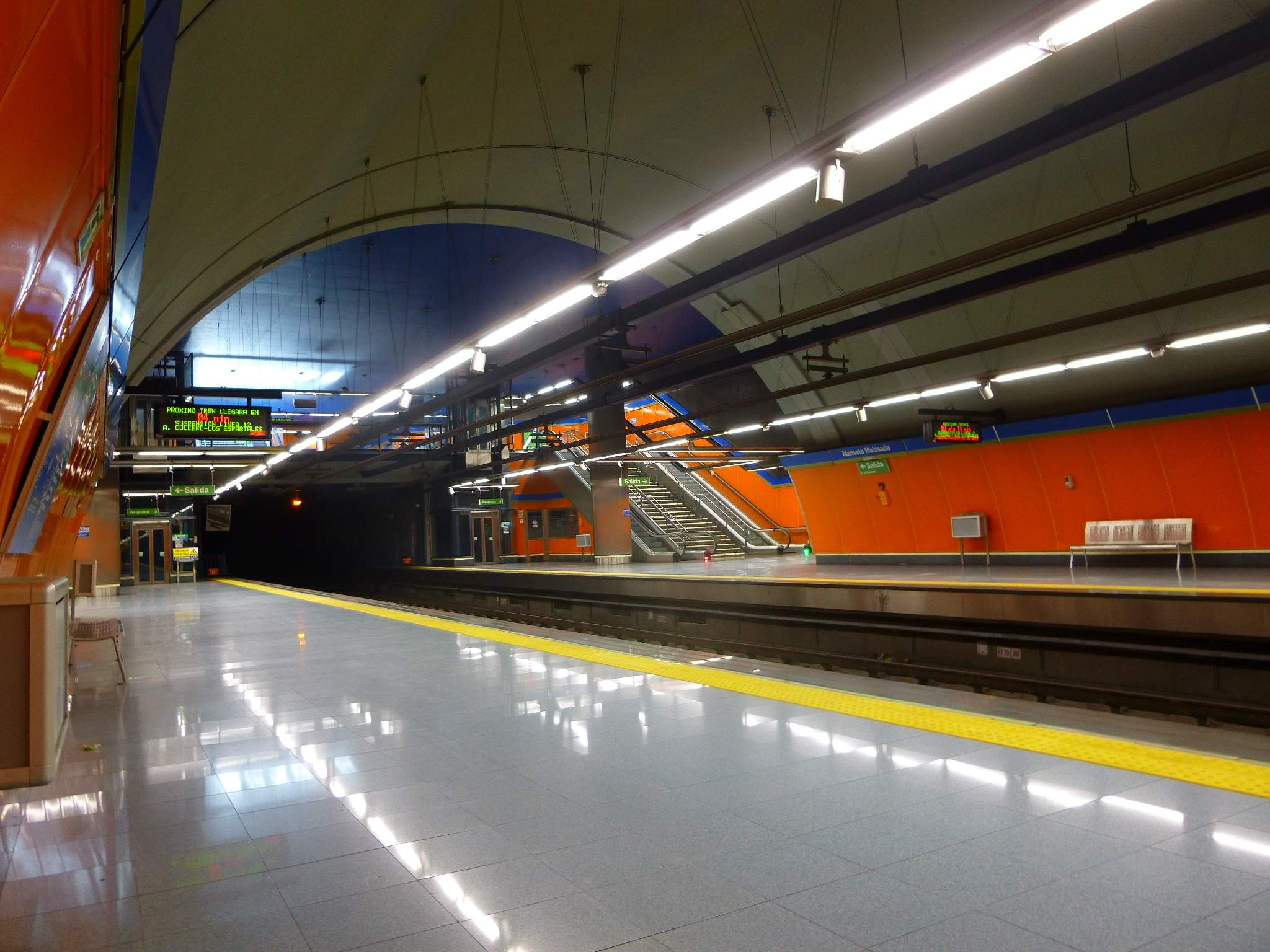
Nástupiště stanice